# Cesare Battisti

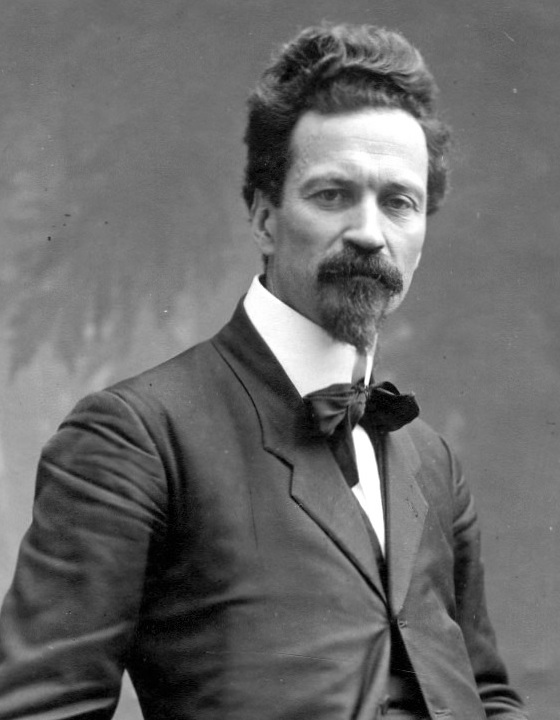
Cesare Battisti (1915)

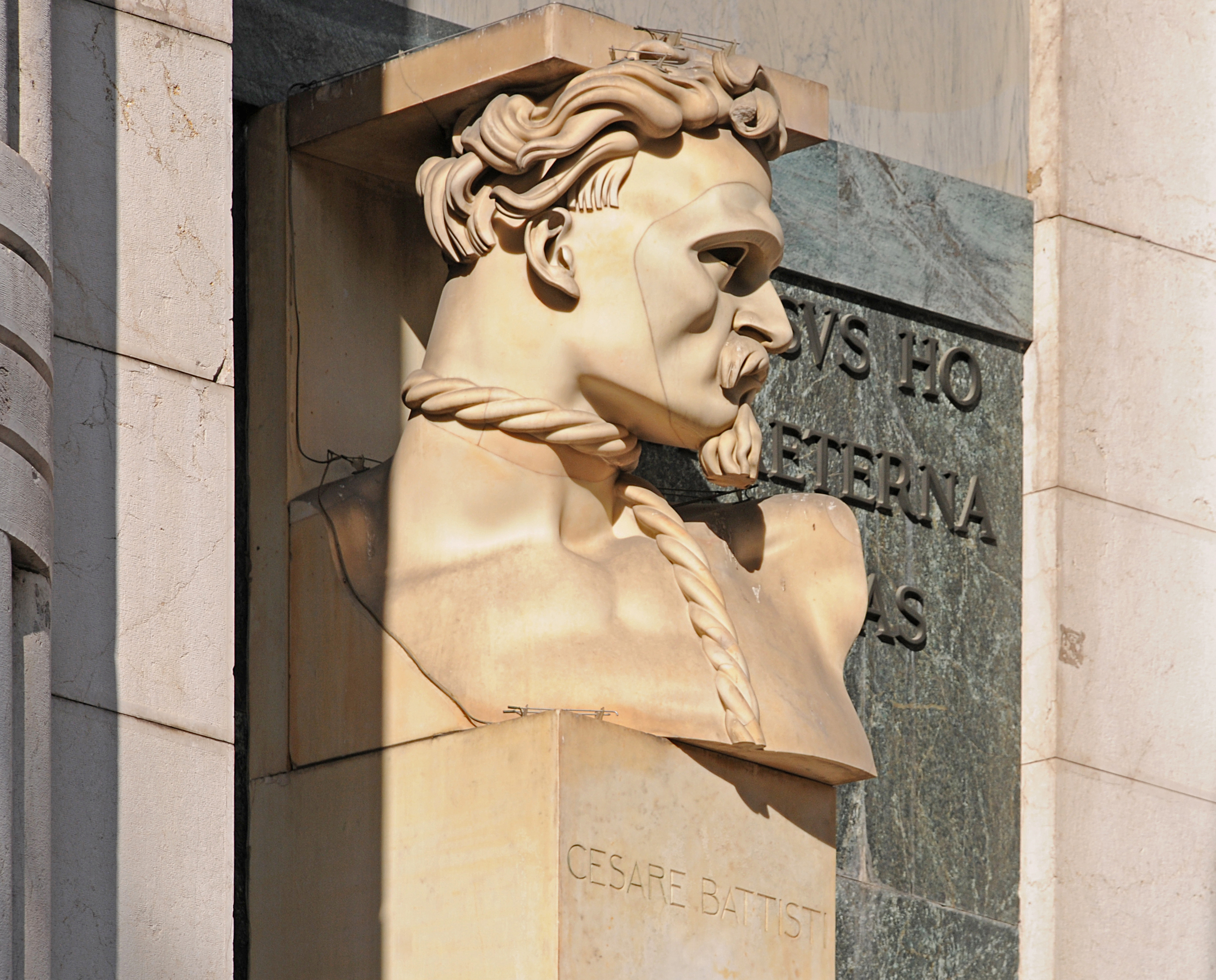
Cesare Battisti skulpterad av Adolfo Wildt på Segermonumentet i Bolzano.

Cesare Battisti, född 4 februari 1875 i Trento, död 12 juli 1916 i Trento, var en italiensk politiker.
Battisti föddes i det till Österrike hörande Sydtyrolen och verkade länge bland sina italienska landsmän där, efter att 1897 ha blivit filosofie doktor i Florens. Han var redaktör för den socialistiskt-nationalistiska tidningen Il Popolo i Trient och blev medlem av det österrikiska riksrådet och parlamentet 1911. Vid första världskrigets utbrott flyttade han till Italien, där han bedrev en hetsig propaganda mot Österrike, deltog i kriget på Italiens sida, tillfångatogs och avrättades för högförräderi av österrikarna 1916.